# شهرداری واد قریش
شهرداری واد قریش (به عربی: بلدية واد قريش) یک شهرداری در الجزایر است که در استان الجزیره واقع شده‌است.